# Список мхов, лишайников и грибов, занесённых в Красную книгу Калининградской области
Список мхов, лишайников и грибов, занесённых в Красную книгу Калининградской области, включает в себя 4 вида мхов, 9 видов лишайников и 19 видов грибов, внесённых в Красную книгу Калининградской области (издание 2010 года).
Статус таксона в Красной книге Калининградской области обозначается одной из номерных категорий:
0 — вероятно исчезнувшие. Таксоны и популяции, известные ранее на территории Калининградской области, нахождение которых не подтверждено в последние 50 лет.
1 — находящиеся под угрозой исчезновения. Таксоны и популяции, численность особей которых уменьшилась до такого уровня, что в ближайшее время они могут исчезнуть с территории Калининградской области.
2 — сокращающиеся в численности. Таксоны и популяции с неуклонно сокращающейся численностью, которые при дальнейшем воздействии факторов, снижающих численность, могут в короткие сроки попасть в категорию 1.
3 — редкие. Таксоны и популяции, которые имеют малую численность и распространены на ограниченной территории.
4 — неопределенные по статусу. Таксоны и популяции, вероятно, относящиеся к одной из предыдущих категорий, достаточных сведений о состоянии которых в настоящее время нет, либо сведения не в полной мере соответствуют установленным для категорий критериям.
Таксономия и латинские названия видов даются по Красной книге области.
| Отдел/Группа                       | Семейство                              | Вид (Русское название)                       | Латинское название         | Статус | Принятые меры охраны | Необходимые меры охраны | Изображение                                              |
| ---------------------------------- | -------------------------------------- | -------------------------------------------- | -------------------------- | ------ | --- | --- | -------------------------------------------------------- |
| Мохообразные — Bryophyta           | Сфагновые — Sphagnaceae                | Сфагнум мелкозубчатый                        | Sphagnum denticulatum      | 1      | Отсутствуют. | Сохранение мест произрастания. Придание охраняемого статуса болоту Козьему. |                                                          |
| Мохообразные — Bryophyta           | Сфагновые — Sphagnaceae                | Сфагнум черепитчатый                         | Sphagnum imbricatum        | 1      | Вид занесен в Красную книгу Балтийского региона.                                                                                 | Сохранение мест произрастания. Придание охраняемого статуса болотам Пограничному и Большому Моховому. |                                                          |
| Мохообразные — Bryophyta           | Сфагновые — Sphagnaceae                | Сфагнум мягкий                               | Sphagnum molle             | 1      | Вид занесен в Красную книгу России и Красную книгу Балтийского региона.                                                          | Сохранение мест произрастания. Придание охраняемого статуса болотным территориям (болоту Пограничному и Большому Моховому), включение болота Свиного в состав национального парка «Куршская коса».                                                                                                 |                                                          |
| Мохообразные — Bryophyta           | Сфагновые — Sphagnaceae                | Сфагнум блестящий                            | Sphagnum subnitens         | 1      | Вид занесен в Красную книгу Балтийского региона.                                                                                 | Сохранение мест произрастания. Включение болота Козьего в состав особо охраняемой природной территории. | Sphagnum subnitens                                       |
| Лишайники — Lichenes               | Кладониевые — Cladoniaceae             | Кладония остроконечная                       | Cladonia acuminata         | 1      | Отсутствуют. | Контроль за состоянием популяции. Выявление новых территорий произрастания вида. |                                                          |
| Лишайники — Lichenes               | Лобариевые — Lobariaceae               | Лобария легочная                             | Lobaria pulmonaria         | 1      | Вид занесен в Красную книгу России.                                                                                              | Поиск новых местообитаний вида. Проведение специальных режимных наблюдений за состоянием известных популяций. Создание искусственных ценопопуляций вида в подходящих местообитаниях. | Lobaria pulmonaria (4037903744)                          |
| Лишайники — Lichenes               | Пармелиевые — Parmeliaceae             | Гипогимния ленточная                         | Hypogymnia vittata         | 1      | Отсутствуют. | Контроль за состоянием известных популяций. Поиск новых мест произрастания. Организация комплексного заказника на территории Красного леса. | Umber Monks Hood Lichen (3816400766)                     |
| Лишайники — Lichenes               | Пармелиевые — Parmeliaceae             | Гипотрахина отогнутая                        | Hypotrachina revoluta      | 3      | Отсутствуют. | Контроль за состоянием известных популяций. Поиск новых мест произрастания. Организация комплексного заказника на территории Красного леса. | Hypotrachyna revoluta - Flickr - pellaea                 |
| Лишайники — Lichenes               | Пармелиевые — Parmeliaceae             | Уснея цветущая                               | Usnea florida              | 2      | Занесен в Красную книгу России. Как компонент экосистем формально охраняется на территории национального парка «Куршская коса».  | Разработка и реализация специальных мер по сохранению редких видов лишайников в рамках охранного режима на территории национального парка «Куршская коса». Ограничение рекреационной нагрузки в местах произрастания вида.                                                                         | Naturgeschichte des Pflanzenreichs Tafel LIII Usnea      |
| Лишайники — Lichenes               | Коллемовые — Collemataceae             | Коллема вялая                                | Collema flaccidum          | 2      | Отсутствуют. | Выявление мест произрастания новых популяций вида, контроль за состоянием известных популяций. Усиление контроля за рекреационной нагрузкой в местах произрастания вида. Организация комплексного заказника на территории Красного леса.                                                           |                                                          |
| Лишайники — Lichenes               | Кониоцибовые — Coniocybaceae           | Хенотека коричневатая                        | Chaenotheca brunneola      | 2      | Специальные меры не применялись. Как компонент экосистем формально охраняется на территории национального парка «Куршская коса». | Разработка и реализация специальных мер по сохранению редких видов лишайников в рамках охранного режима на территории национального парка «Куршская коса». Ограничение рекреационной нагрузки в местах произрастания вида. Поиски новых местообитаний.                                             |                                                          |
| Лишайники — Lichenes               | Кониоцибовые — Coniocybaceae           | Хенотека зеленоватая                         | Chaenotheca chlorella      | 3      | Специальные меры не применялись. Как компонент экосистем формально охраняется на территории национального парка «Куршская коса». | Разработка и реализация специальных мер по сохранению редких видов лишайников в рамках охранного режима на территории национального парка «Куршская коса». Ограничение рекреационной нагрузки в местах произрастания вида. Поиски новых местообитаний.                                             | Chaenotheca chlorella                                    |
| Лишайники — Lichenes               | Телотремовые — Thelotremataceae        | Диплосхистес моховой                         | Diploschistes muscorum     | 2      | Как компонент экосистем формально охраняется на территории национального парка «Куршская коса». Специальные меры не применялись. | Контроль за состоянием известных популяций и поиск новых мест обитания. Ограничение рекреационной нагрузки в местах произрастания вида. Разработка и реализация специальных мер по сохранению редких видов лишайников в рамках охранного режима на территории национального парка «Куршская коса». | Diploschistes muscorum                                   |
| Базидиальные грибы — Basidiomycota | Банкеровые — Bankeraceae               | Банкера фиолетовая                           | Bankera violascens         | 3      | Вид внесен в Красную книгу Балтийского региона.                                                                                  | Сохранение участков старовозрастных лесов. Мониторинг состояния известных популяций, поиск других местообитаний и организация их охраны. | Bankera violascens (9737748490)                          |
| Базидиальные грибы — Basidiomycota | Банкеровые — Bankeraceae               | Ежовик голубой                               | Hydnellum caeruleum        | 3      | Специальные меры охраны на территории области никогда не предпринимались.                                                        | Сохранение участков старовозрастных лесов. Мониторинг состояния известных популяций, поиск других местообитаний и организация их охраны. | 2014-09-19 Hydnellum caeruleum (Hornem.) P. Karst 466139 |
| Базидиальные грибы — Basidiomycota | Банкеровые — Bankeraceae               | Ежовик зеленоножковый                        | Sarcodon glaucopus         | 3      | Специальные меры охраны на территории области никогда не предпринимались.                                                        | Сохранение участков старовозрастных лесов. Мониторинг состояния известных популяций, поиск других местообитаний и организация их охраны. | Sarcodon glaucopus 112419                                |
| Базидиальные грибы — Basidiomycota | Клавариевые — Clavariaceae             | Клавария золлингера                          | Clavaria zollingeri        | 2      | Вид внесен в Красную книгу Балтийского региона.                                                                                  | Мониторинг состояния известных популяций, поиск новых местообитаний и организация их охраны. Сохранение участков старовозрастных лесов. | Clavaria zollingeri 57243                                |
| Базидиальные грибы — Basidiomycota | Клавариадельфовые — Clavariadelphaceae | Клавикорона тиссовая                         | Clavicorona taxophila      | 3      | Внесен в Красную книгу Балтийского региона.                                                                                      | Мониторинг состояния известных популяций, поиск других местообитаний и организация их охраны. Сохранение участков старовозрастных лесов. | 2013-09-21 Clavicorona taxophila (Thom) Doty 370041      |
| Базидиальные грибы — Basidiomycota | Клавариадельфовые — Clavariadelphaceae | Клавариадельфус усеченный                    | Clavariadelphus truncatus  | 3      | Вид внесен в Красную книгу Балтийского региона.                                                                                  | Мониторинг состояния известных популяций, поиск других местообитаний и организация их охраны. Сохранение участков старовозрастных лесов. | Clavariadelphus truncatus group crop                     |
| Базидиальные грибы — Basidiomycota | Навозниковые — Coprinaceae             | Псатирелла песчаная                          | Psathyrella ammophila      | 3      | Охраняется на территории национального парка «Куршская коса».                                                                    | Контроль за соблюдением правил посещения дюнного комплекса в национальном парке «Куршская коса». | Psathyrella ammophila crop                               |
| Базидиальные грибы — Basidiomycota | Паутинниковые — Cortinariaceae         | Паутинник фиолетовый                         | Cortinarius violaceus      | 3      | Вид внесен в Красную книгу России.                                                                                               | Сохранение в естественном состоянии лесных экосистем. Необходимо пропагандировать вид как редкий и нуждающийся в охране. | 2008-08-22 Cortinarius violaceus (L.) Gray 18241 crop    |
| Базидиальные грибы — Basidiomycota | Паутинниковые — Cortinariaceae         | Гебелома дюнная                              | Hebeloma dunense           | 3      | Произрастает на охраняемой территории в национальном парке «Куршская коса».                                                      | Контроль за соблюдением правил посещения дюнного комплекса в национальном парке «Куршская коса». |                                                          |
| Базидиальные грибы — Basidiomycota | Фистулиновидные — Fistulinaceae        | Печеночница                                  | Fistulina hepatica         | 2      | Вид занесен в Красную книгу Балтийского региона.                                                                                 | Сохранение участков старовозрастных лесов. Мониторинг состояния известных популяций, поиск других местообитаний и организация их охраны. | 2008-08-08 Fistulina hepatica crop                       |
| Базидиальные грибы — Basidiomycota | Гомфовидные — Gomphaceae               | Гомфус булавовидный                          | Gomphus clavatus           | 3      | Вид внесен в Красную книгу Балтийского региона.                                                                                  | Сохранение участков старовозрастных лесов. Мониторинг состояния известных популяций, поиск других местообитаний и организация их охраны. | Gomphus clavatus II Totes Gebirge                        |
| Базидиальные грибы — Basidiomycota | Гомфовидные — Gomphaceae               | Рамария гроздевидная                         | Ramaria botrytis           | 2      | Вид внесен в Красную книгу Балтийского региона.                                                                                  | Сохранение участков старовозрастных лесов. Мониторинг состояния известных популяций, поиск других местообитаний и организация их охраны. | 2010-09-17 Ramaria botrytis crop                         |
| Базидиальные грибы — Basidiomycota | Мерипиловидные — Meripilaceae          | Грифола курчавая                             | Grifola frondosa           | 2      | Вид внесен в Красную книгу России.                                                                                               | Сохранение участков старовозрастных лесов. Мониторинг состояния известных популяций, поиск других местообитаний и организация их охраны. | Eikhaas                                                  |
| Базидиальные грибы — Basidiomycota | Полипоровые — Polyporaceae             | Полипорус зонтичный                          | Polyporus umbellatus       | 3      | Вид внесен в Красную книгу России.                                                                                               | Сохранение участков старовозрастных лесов. Мониторинг состояния известных популяций, поиск других местообитаний и организация их охраны. Пропаганда вида среди населения как редкого и нуждающегося в охране.                                                                                      | Eichhase2                                                |
| Базидиальные грибы — Basidiomycota | Веселковые — Phallaceae                | Мутинус собачий                              | Mutinus caninus            | 3      | Вид внесен в Красную книгу России.                                                                                               | Контроль состояния известных популяций и выявление новых мест обитания. | Mutinus caninus JPG1                                     |
| Базидиальные грибы — Basidiomycota | Веселковые — Phallaceae                | Веселка Хадриана                             | Phallus hadriani           | 3      | Произрастает на охраняемой территории в национальном парке «Куршская коса».                                                      | Контроль за соблюдением правил посещения дюнного комплекса в национальном парке «Куршская коса». | Phallus hadriani                                         |
| Базидиальные грибы — Basidiomycota | Спарассисовые — Sparassidaceae         | Спарассис курчавый, грибная капуста курчавая | Sparassis crispa           | 2      | Вид внесен в Красные книги России и Балтийского региона.                                                                         | Сохранение участков старовозрастных лесов. Мониторинг состояния известных популяций, поиск новых местообитаний и организация их охраны. | Sparassis crispa 2                                       |
| Базидиальные грибы — Basidiomycota | Шишкогрибовые — Strobilomycetaceae     | Порфировик ложноберезковый                   | Porphyrellus pseudoscaber  | 2      | Внесен в Красную книгу России.                                                                                                   | Контроль за состоянием известных популяций и выявление новых мест обитания. | 2011-10-03 Porphyrellus porphyrosporus crop              |
| Базидиальные грибы — Basidiomycota | Шишкогрибовые — Strobilomycetaceae     | Шишкогриб хлопьеножковый                     | Strobilomyces strobilaceus | 3      | Внесен в Красную книгу России.                                                                                                   | Сохранение участков старовозрастных лесов, например, в виде микрозаказников в широколиственных участках с находящимися в них популяциями вида. Контроль за состоянием известных популяций и выявление новых мест обитания.                                                                         | Strobilomyces strobilaceus                               |